# William Bates (Mediziner)

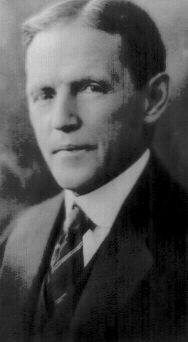
William Bates

William Horatio Bates (* 27. Dezember 1860 in Newark, New Jersey; † 10. Juli 1931 in New York) war ein US-amerikanischer Augenarzt. Er wurde bekannt durch ein von ihm entwickeltes und nach ihm benanntes Augentraining (Bates Methode), seinerzeit die Arbeitsgrundlage zahlreicher so genannter Sehschulen. Die Motivation hierzu entstand in den 1920er Jahren aus der zunehmenden Anzahl von fehlsichtigen Menschen in der Bevölkerung, insbesondere bei der Schuljugend, dem Bates durch alternative Verfahren entgegenwirken wollte.

## Leben
Bates machte seinen Universitätsabschluss 1881 an der privaten Cornell University und promovierte in Medizin 1885 an der renommierten Columbia University. Er publizierte 1920 seine Theorie in dem Buch Perfect Sight Without Glasses und im Magazin Better Eyesight in den Jahren 1919 bis 1930. Außerdem erforschte er die Anwendung von Nebennierenextrakten, deren Wirksubstanz von dem Japaner Takamine Jōkichi als Adrenalin patentiert und vermarktet wurde.

## Bates Methode
(→ Hauptartikel Augentraining nach Bates)
Bates ging davon aus, dass längere Überanstrengung der Augen in der Pubertät häufiger zu Kurzsichtigkeit führt und dass die Sehfähigkeit mit der Tagesverfassung schwankt. Um 1920 entwickelte er deshalb erste Übungen für ein gezieltes „Training“ der Augen, um einerseits Entspannung zu erreichen und um andererseits die Augenmuskeln zu stärken, von denen er annahm, dass sie auf das Ausmaß von Ametropien Einfluss hätten. Diese Übungen versprechen deutliche Verringerungen von Astigmatismus, Kurz- und Weitsichtigkeit sowie anderen Sehstörungen, wenn die Anwendungen konsequent betrieben werden.
Einige dieser Übungen sollen leicht erlern- und für jeden unmittelbar anwendbar sein:
- der Große Schwung
- das Palmieren (engl. palm = Handteller)
- das regelmäßige (kurze) Sonnenbad der geschlossenen Augen
- Abwechselndes Fixieren und Lockerlassen des Blicks (Vermeidung von „ungesundem“ Starren)
- einfache Übungen von Augenbewegungen usw.

Die meisten Verfahren, insbesondere die beiden erstgenannten, sollen neben dem Einüben von entspanntem Sehen auch der Vorbeugung von Nacken- und Rückenschmerzen dienen.
Die Arbeiten von William Bates beeinflussten Moshé Feldenkrais bei der Entwicklung seiner Feldenkrais-Methode. In Deutschland wurde die Vorgehensweise von Maximilian Graf von Wiser aufgegriffen. Insbesondere im Zusammenhang mit der zunehmenden Arbeit an Computerbildschirmen werden ähnliche Übungen im Rahmen des Betrieblichen Gesundheitsmanagements empfohlen.

## Zitate
- „Sehdefekte und sogar Krankheiten können durch emotionalen Stress und Druck beeinflusst werden. Nicht unsere Augen lassen uns im Stich, sondern wir lassen sie im Stich …“ (W. Bates)

## Schriften
- Better Eyesight without Glasses. 1919. Neuauflage 1981.
- Rechtes Sehen ohne Brille. Deutsche Erstausgabe 1931.
- Perfect Sight Without Glasses. 1920.[4]